# Al-Hazem Saudi Club
Maillots
Dernière mise à jour : 3 juillet 2025.
Le Al-Hazem Saudi Club (en arabe : نادي الحزم السعودي), plus couramment abrégé en Al-Hazem, est un club saoudien de football professionnel fondé en 1957 et basé dans la ville d'Ar Rass.
Le club évolue en Saudi Pro League, première division de football saoudienne.

## Histoire
Ce club a remporté une fois le Championnat d'Arabie saoudite D4 (en) de la saison 1997-98, ainsi que le Championnat d'Arabie saoudite D3 (en) en 1999-00. Le club remporte le Championnat d'Arabie saoudite D2 lors de la saison 2004-05 et est donc promu pour la première fois en Saudi Premier League et s'y maintient jusqu'en 2010-11 où il termine dernier et est donc relégué en 2e division. Il évolue donc de nouveau dans le Championnat d'Arabie saoudite D2 jusqu'en 2017-18 où il termine à la deuxième place et est donc de nouveau, pour la deuxième fois promu en 1re division.
Le club joue à domicile au Al-Hazem Club Stadium (en) à Rass, partageant le stade avec leur rival Al-Kholood.

## Palmarès
| \| - Championnat d'Arabie saoudite de deuxième division (1) : - Champion : 2004-2005. - Vice-champion : 2017-2018. - Championnat d'Arabie saoudite de troisième division (en) (1) : - Champion : 1999-2000. \| \| - Championnat d'Arabie saoudite de quatrième division (en) : - Champion : 1997-1998. \| |  |                                                                                      |
| - Championnat d'Arabie saoudite de deuxième division (1) : - Champion : 2004-2005. - Vice-champion : 2017-2018. - Championnat d'Arabie saoudite de troisième division (en) (1) : - Champion : 1999-2000.                                                                                                  |  | - Championnat d'Arabie saoudite de quatrième division (en) : - Champion : 1997-1998. |

## Identité du club

### Logos
Les couleurs d'Al-Hazem sont le jaune-orangé, le rouge et le bleu.

Ancien logo
Ancien logo
Ancien logo
Logo actuel